# Mount D’Archiac
Der Mount D'Archiac (Maori Te Kahui Kaupeka ‚Zusammenkunft der Gewässer‘) ist ein Felsgipfel der Südalpen in Neuseeland. Der Berg ist 2875 m hoch und befindet sich am oberen Ende des Godley Valley im Mount-Cook-Nationalpark. Er ist nach dem französischen Geologen Adolphe d’Archiac (1802–1868) benannt. Der Gipfel kann von der Godley-Hütte oder einem Lager am Berg aus bestiegen werden. Die Erstbesteigung gelang im März 1910 den neuseeländischen Bergsteigern James Robert Dennistoun, Jack Clarke und Lawrence Earle. Seinen maorischen Namen verdankt der Berg dem Umstand, dass an seinen Flanken zahlreiche Bäche entspringen, darunter die Quellbäche des Rangitata River und des Waitaki River.